# DNAJB2
DNAJB2‏ (DnaJ heat shock protein family (Hsp40) member B2) هوَ بروتين يُشَفر بواسطة جين DNAJB2 في الإنسان.